# Estación de Otelfingen-Golfpark
La estación de Otelfingen-Golfpark es un apeadero de la comuna suiza de Otelfingen, en el Cantón de Zúrich.

## Situación
El apeadero se encuentra ubicado en un polígono industrial en las afueras del núcleo urbano de Otelfingen, y fue construido entre otras razones para prestar servicio al campo de golf de Otelfingen, que se sitúa junto al apeadero.
El apeadero de Otelfingen-Golfpark cuenta con un único andén al que accede una sola vía. Existe otra vía muerta, que forma parte de una derivación a una fábrica que es anexa al apeadero.
En términos ferroviarios, el apeadero se sitúa en la línea Wettingen - Effretikon. Sus dependencias ferroviarias colaterales son la estación de Otelfingen hacia Wettingen y la estación de Buchs-Dällikon en dirección Effretikon.

## Servicios ferroviarios
El único servicio ferroviario existente en el apeadero es prestado por SBB-CFF-FFS, debido a que la estación está integrada dentro de la red de cercanías S-Bahn Zúrich, y en la que efectúan parada los trenes de una línea perteneciente a S-Bahn Zúrich:
- S 6 Baden – Regensdorf-Watt – Zúrich HB – Uetikon